# 黄酒

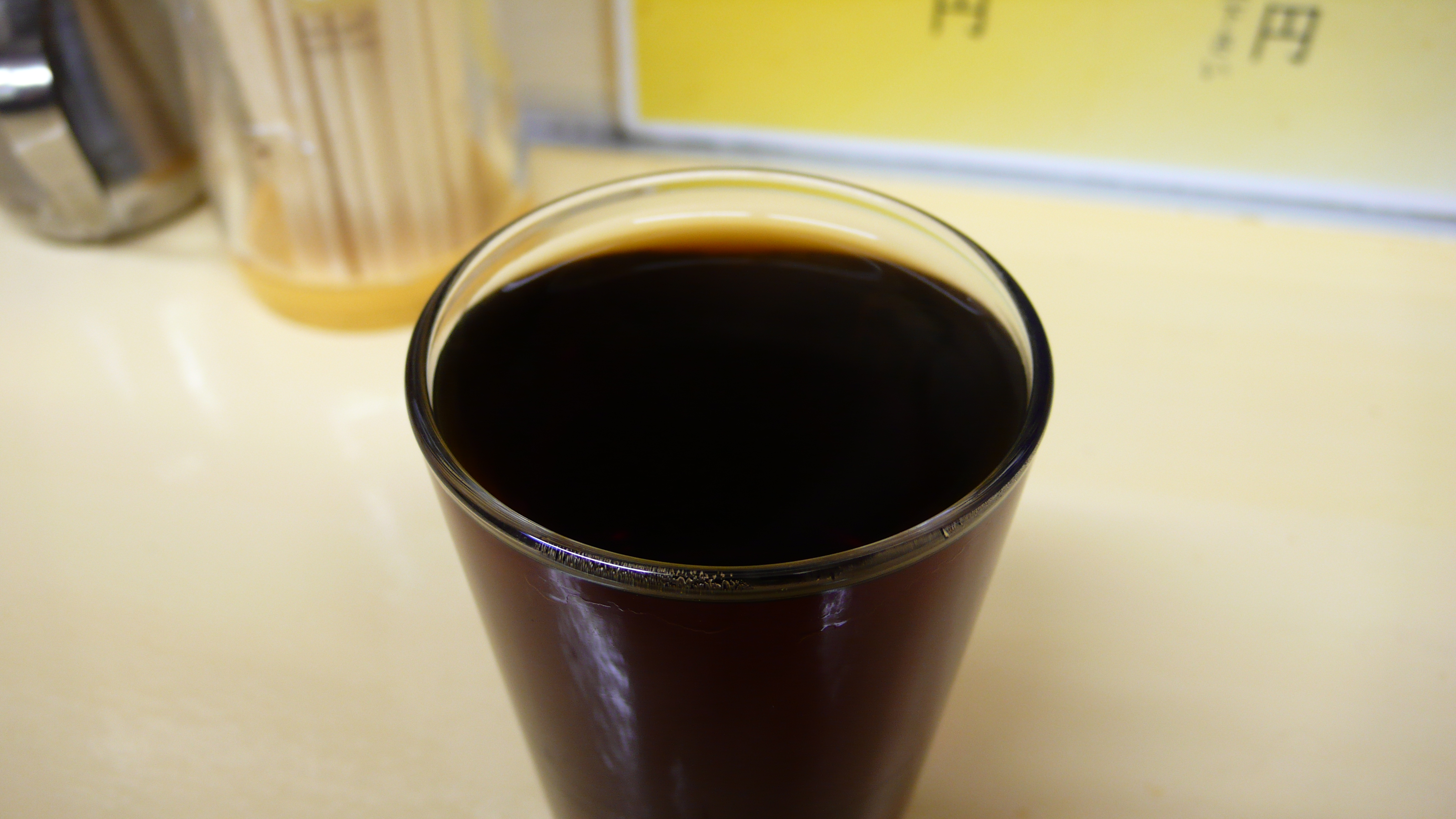
一杯紹兴酒

黄酒，古稱黃湯、酒，因色泽多呈黃色又稱老酒，是一种釀造米酒，是中国酒的兩大主流之一 （页面存档备份，存于），乃主要以稻米为原料酿制成的粮食酒，也可用黍米、小米和玉米酿制。因色泽多呈黃色而得名；经长期熟成陈化的黃酒，称老酒。

## 概要

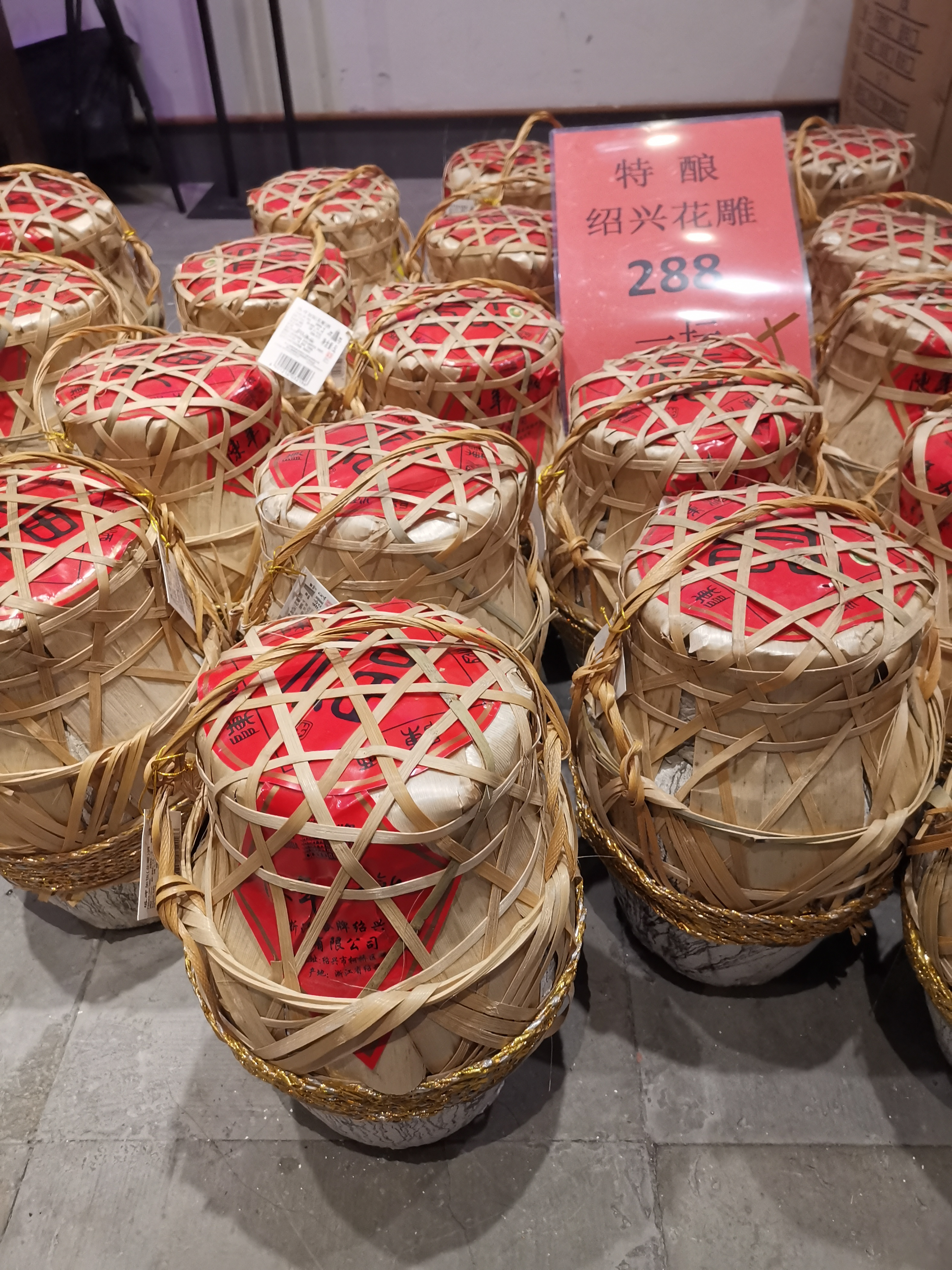
自制绍兴花雕酒

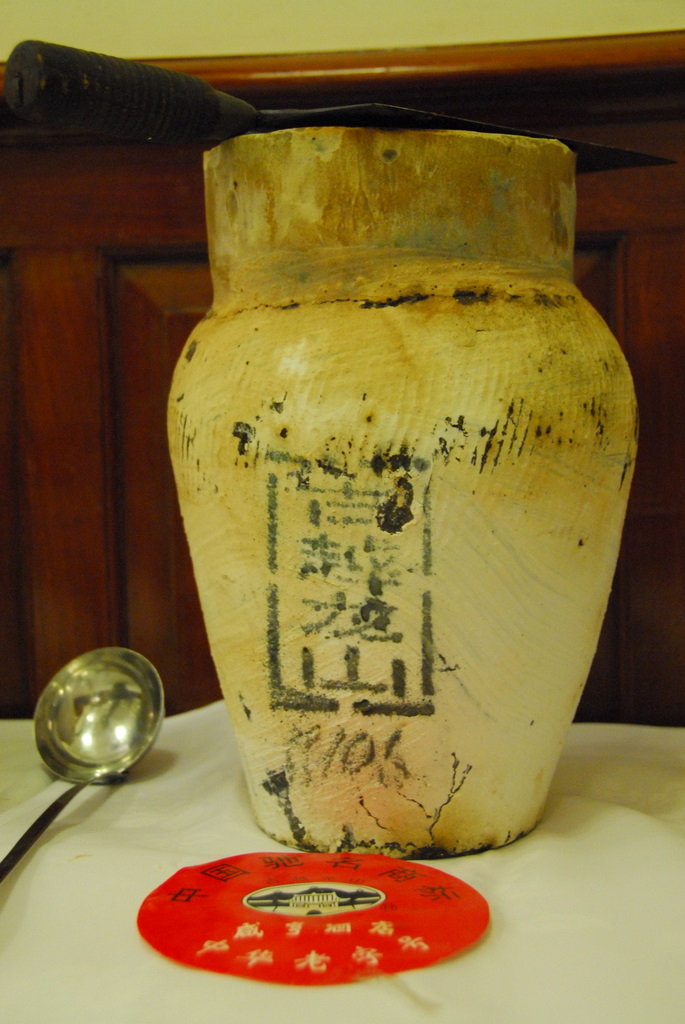
绍兴酒

黄酒原为中国特有，已有三千年酿造历史，原产浙江、湖北房县、江苏南通地区，绍兴酒是其中的代表；上述地区现仍为黄酒主要产地之一。明清两代的禁酒令即针对耗费主要粮食的黄酒，仅允许私酿自用而不许市坊买卖作为饮用酒。清康禁酒前统计每年酿制酒耗费的粮食超过三千万石，相当日本同期的总石高。在台湾，在烟酒专卖的限制解除之前，因政府统制统销价格平稳低廉（从民国六十六年到八十五年，都维持一瓶十六元的价格，民国六十九年，当时的台湾省烟酒公卖局局长吴伯雄，还因为将米酒从十六元调到二十元而遭到免职，涨价的米酒又调回原价。在长年的低价政策与国民生活水准提高之后，红标米酒和埔里绍兴酒的功能也从饮用酒变成料理酒，价格更低的太白酒甚至被淘汰，成为价格最低的酒类），而先民利用白麴的「在来法」私酿制白露酒失败变酸的机率相当高，在日治时代即被「红标、赤标」、「银鸡牌」等量产品淘汰，且无利可图少有人愿意私酿黄酒。在烟酒专卖的限制解除以后，酒类的价值因加入世界贸易组织而大幅增加，初期造成了红标黄酒的严重缺货，以及许多人寻求自行酿造黄酒的方法，造成取缔私酿酒案件及伪劣假酒案件大幅上升。
在中国大陆，黄酒依含糖量分为以下几类：
| # | 类别 | 含糖量 | 代表性产品 |
| - | ---- | ------ | ---------- |
| 1 | 干   | <1%    | 元红酒     |
| 2 | 半干 | 1-3%   | 加饭酒     |
| 3 | 半甜 | 3-10%  | 善酿酒     |
| 4 | 甜   | 10-20% | 封缸酒     |
| 5 | 浓甜 | >20%   | 香雪酒     |

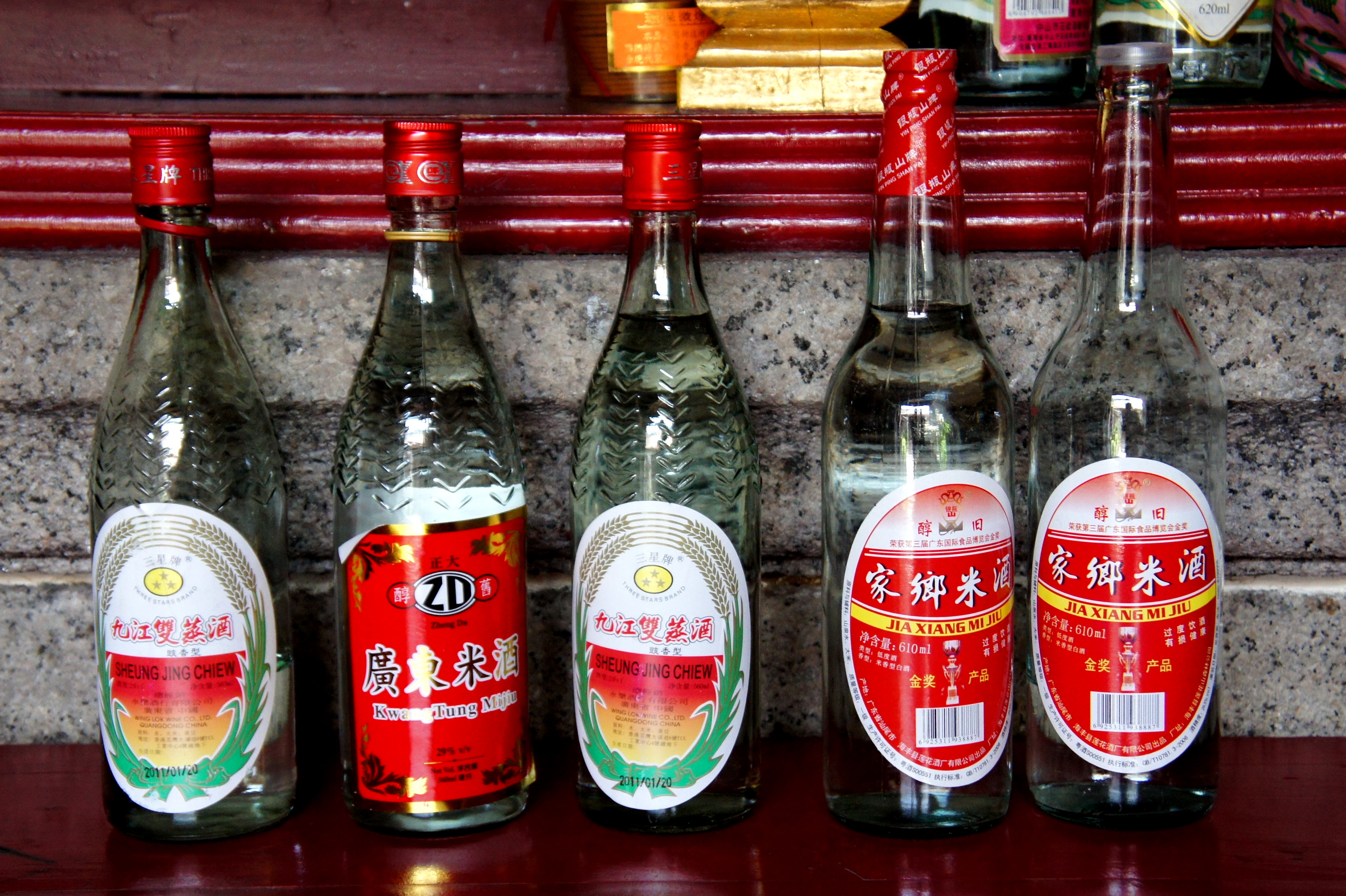
九江双蒸酒、广东米酒及家乡米酒

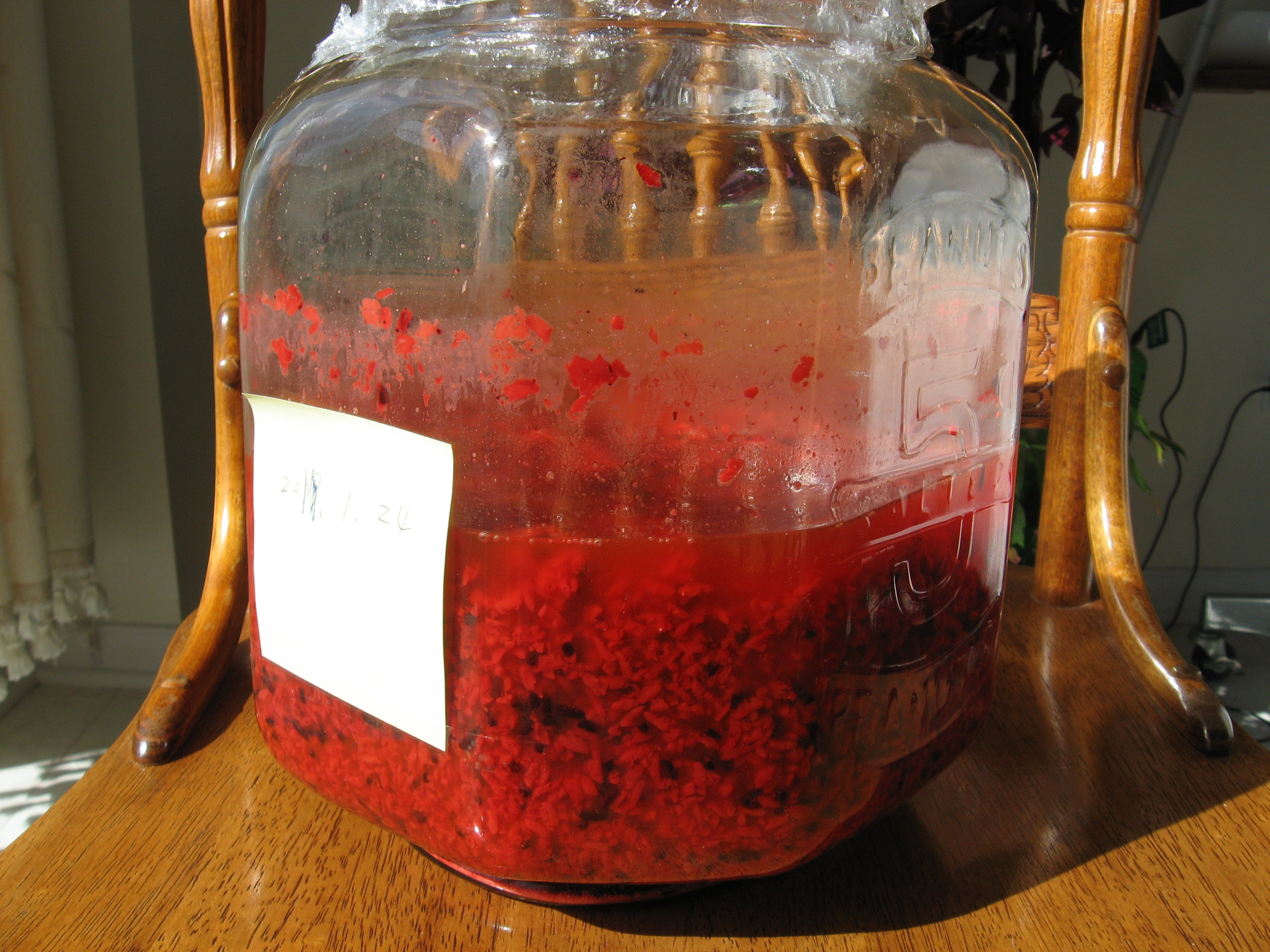
发酵2个月还没有分离红曲酒的红糟

不同於俗称白酒的烧酒，黄酒没有经过蒸馏，酒精含量低于20%，为8%至20%，多在14%至20%之间。通称米酒的糯米酒只用糯米酿造因其酿造过程也不经蒸馏，亦属黄酒，所以中国不少地区“黄酒”和“米酒”两词混用，其酒精含量比黄酒低，一般低于5%，多在1%至2%之间。红曲酒也属于黄酒。黄酒含有18至21种氨基酸，其中8种乃人体必须又不能自身合成者；且黄酒中氨基酸的含量比同量啤酒、葡萄酒多一至数倍，故有“液体蛋糕”之称。黄酒也为中药的辅料。黄酒也经常用于烹饪料理，因黄酒能溶解食物中的三甲胺、氨基醛等物质，受热后这些物质可随酒中的多种挥发性成分逸出，故能除去食物中的异味如腥味；同时黄酒还能同肉中的脂肪起酯化反应，生成芳香物质，增加菜肴的香味。在中国料理中占有很重要的地位，如麻油鸡、四神汤及姜母鸭等料理都需要米酒来调味。

## 生产制作
总体而言，酿制黄酒需将稻米煮熟后加麦曲（曲）和酵母，经过前、后发酵两道工序后，压榨制成成品，一般包括下列工序：
| #  | 工序     | 概述                                                   |
| -- | -------- | ------------------------------------------------------ |
| 1  | 选料     | 依不同品种筛选所需谷物                                 |
| 2  | 润料     | 将所选谷物浸泡                                         |
| 3  | 蒸饭     | 将浸泡后的谷物蒸熟                                     |
| 4  | 晾饭     | 冷却蒸熟后的谷物                                       |
| 5  | 摊饭     | 将酒曲和冷却好的熟饭混合                               |
| 6  | 前发酵   | 拌好曲的熟饭入缸静置发酵                               |
| 7  | 开耙     | 搅拌发酵缸中的醪液使缸中上下发酵均匀                   |
| 8  | 后发酵   | 用灌坛来减少空气的接触面积以提高发酵效果               |
| 9  | 榨酒     | 压榨充分发酵的醪液将酒糟和原浆酒分开                   |
| 10 | 煎酒     | 加热白色原浆酒至变色为深色半成品                       |
| 11 | 勾兑     | 收集冷凝煎酒时挥发的酒精蒸汽进行勾兑                   |
| 12 | 澄清过滤 | 将勾兑后的半成品于低温下澄清二、三日后再次过滤         |
| 13 | 消毒     | 加热灭菌时，能同时使酒中沉淀物凝固而进一步澄清         |
| 14 | 包装陈贮 | 灭菌后趁热包装，依品种陈储来促进醇与酸的酯化以提高口感 |

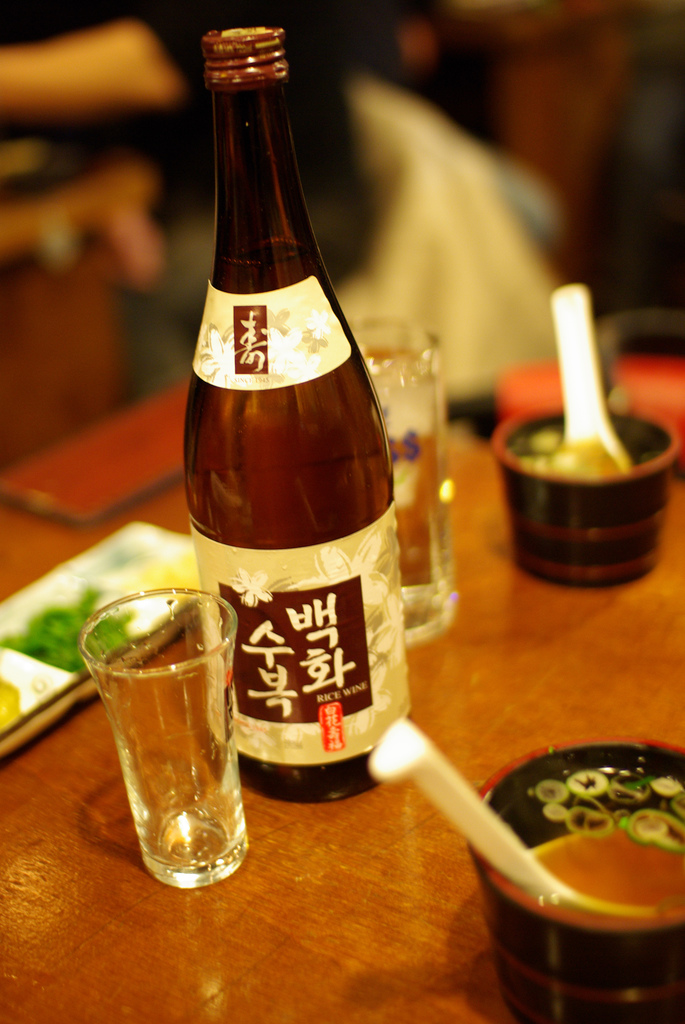
韩国米酒

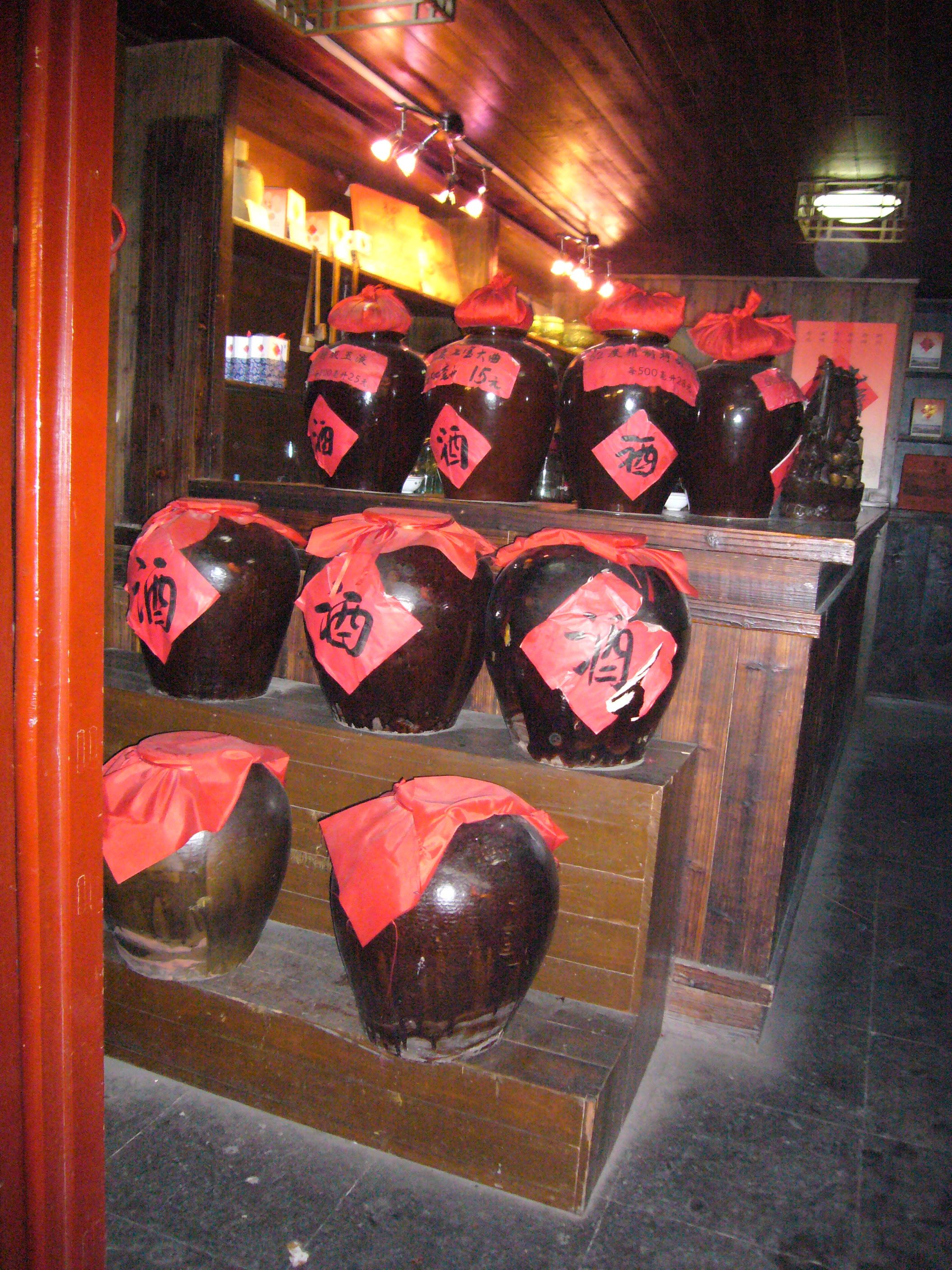
米酒

米酒酿造过程较黄酒简单，私人手工生产时只包括前六道和最后一道工序，因此产品保质期短；而工业化批量生产的米酒则因酿造过程只发酵一次，其他和黄酒酿造过程相似，所以和手工私酿产品相比，保质期较长。
发酵是生产黄酒的关键，醪液的发酵，利用控制温度、通气量调节各种微生物之间的平衡。防止醪液变酸是关键。糖化、发酵同时进行，不形成高浓度的糖，缓和对酵母的损害，曲、米饭等促进酵母的增殖、发酵，米中的蛋白质、维生素B利于除去高级醇等有害副产物；长时间的15℃后发酵，能产生18～20％的酒精。
水是重要原料之一，传统法生产绍兴酒还使用一部份浸糯米产生的酸水（浆水）调节酒醪的酸度，补充酵母需要的营养、生长素，增加酒的风味。
糯米酿的黄酒最佳，糯米淀粉中98.8％为支链淀粉，树枝状结构，分子量较大，吸水快、不易糊化；酒中可溶成分多，口味醇厚。粳米、籼米淀粉中含20～30％的直链淀粉；蒸煮时吸水多，饭质松散，酒口味较淡。即墨、大连等地以黍米为原料，加水烫至焦糊，入沸水中煮，使淀粉糊化，酒有独特的焦香味。

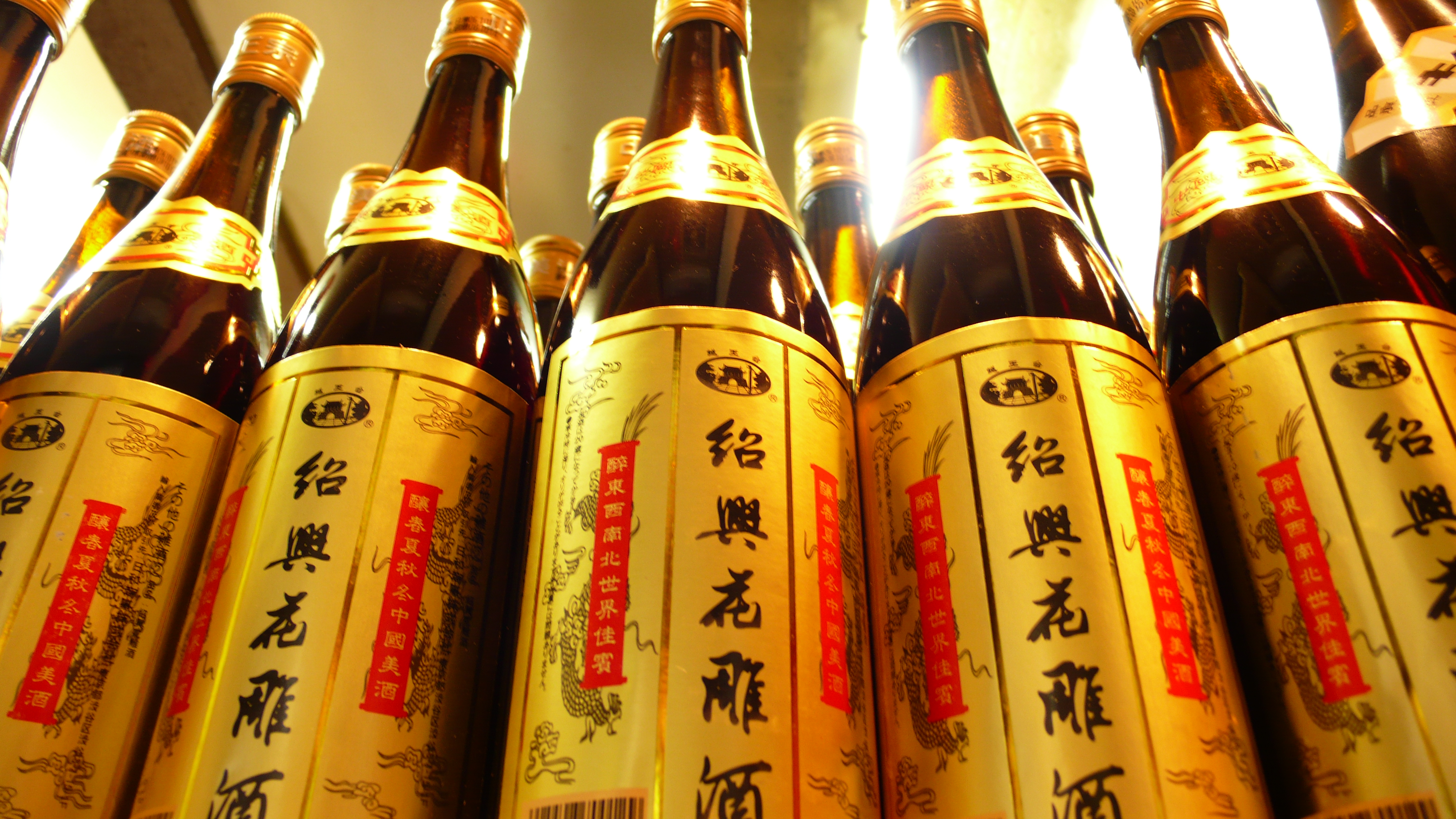
紹兴酒

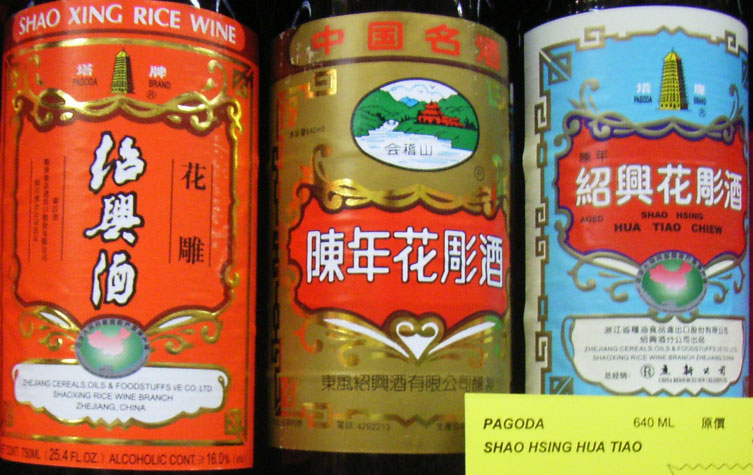
绍兴花彫

曲是酿造黄酒的糖化剂，有些曲兼有一定的发酵作用，对酒香、口味起重要作用。品种有麦曲、酒药、红曲等。麦曲是将小麦轧碎加水制成曲块，保温保湿培养而成。由于曲霉、根霉、酵母的生长，产生起液化、糖化作用的淀粉酶。酒药（小曲）是在米粉、米糠、麸皮中接入曲种加适量水拌匀制成曲粒，保温保湿培养而成。主要微生物为根霉、酵母，是中国特有的菌种保存方法。用量为原料米量的0.3～0.6％，与米饭拌匀后，酒药内的微生物在合适条件下繁殖，糖化发酵，制造甜酒酿、淋饭酒母、甜型黄酒、米白酒等。红曲是将大米浸泡、蒸熟接入红曲种培养成的紫红色米曲。是福建、浙江南部酿酒的主要糖化发酵剂。以福建古田产的红曲有名。
传统酿法用“淋饭酒母”提供自然培养纯化的酵母菌。为防止黄酒发酵醪液在酿造过程中产生酸败，机械化生产采用纯种培养酒母。

## 品种
- 长乐甜酒
- 长垣酎酒
- 沉缸酒
- 刺梨糯米酒
- 倒缸酒
- 丁坊酒
- 东江糯米酒
- 冬酒
- 房县黄酒
- 封缸酒
- 伏酒
- 海派黃酒（又名“石庫門上海老酒”），為半乾黃酒，添加枸杞、蜂蜜、話梅、生薑等浸泡物，口味甘甜醇厚。
- 花雕酒（又名“女儿红”），传统家庭在女儿刚出世时，窖藏一坛酒，等到女儿十八岁出嫁时拿出来宴请宾客。
- 福建糯米酒：是一种由一系列名贵中草药和糯米制成的低度蒸馏酒，酿酒工艺的一大特色是，它使用另一种酒作为原材料，而不是直接使用水，酒呈橘红色，酒精度数为18%。
- 黑糯米酒
- 横望山米酒
- 红曲酒：是一种以红曲米和糯米为主要原料酿制成的粮食酒
  - 福建老酒 （半甜型黄酒）
  - 红露酒：源于福建泉州诏安，根据它的年份和用途，它的名称会有所改变。
- 惠泽龙黄酒
- 吉山老酒（又名“吉山红”）
- 即墨老酒
  - 妙府老酒
- 景宁山哈竹筒酒
- 九阡酒
- 客家娘酒（又名“宁化酒酿”）
- 丽江窨酒
- 料酒：通常用于烹调，以酿制黄酒或勾兑食用酒精为基础，并加入食盐及其他香辛料。
- 麻姑酒
- 眉公老酒
- 山佬重阳酒
- 善酿酒
- 绍兴酒
- 沈荡黄酒产于浙江省海盐县沈荡镇
- 襄樊黄酒
- 谢村黄酒
- 五里稠酒
- 椰岛鹿龟酒
- 章贡王酒
- 止一堂月子米酒
- 醉白贡酒